# Pan de Azúcar
Pan de Azúcar è una città dell'Uruguay, situata nel dipartimento di Maldonado. Ha una popolazione di 6 597 abitanti.

## Storia
Pan de Azúcar fu fondata nel 1874 dal notaio Félix de Lizarza e da un gruppo di residenti della zona di San Carlos. Il nome deriva da quello della vicina altura, così chiamata dai primi navigatori portoghesi perché la sua forma ricordava quella dei mucchi di melassa formati dai mulini che macinano la canna da zucchero. Il villaggio fu elevato ufficialmente al rango di città il 7 settembre 1961.

## Società
Al censimento del 2011 la città aveva una popolazione di 6 597 abitanti.

### Evoluzione demografica
Abitanti censiti di Pan de Azúcar